# 菊池長右衛門 (日本自由党)

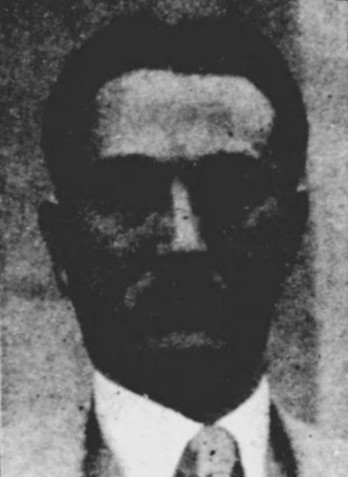
菊池長右衛門

菊池 長右衛門（きくち ちょううえもん、1901年（明治34年）1月16日 - 1974年（昭和49年）8月19日）は、日本の政治家。元立憲政友会→日本自由党衆議院議員（2期）。

## 経歴
岩手県出身。1920年（大正9年）盛岡中学校卒業。宮古町会議員、同町長、下閉伊郡町村会長、宮古市会議員、同議長、初代宮古市長、岩手県会議員などを務めた。
1936年の第19回衆議院議員総選挙で立憲政友会から立候補して当選。その後、1946年の第22回衆議院議員総選挙で日本自由党から立候補して再選。2期務めた。翌1947年、公職追放となる。
岩手県漁業組合連合会会長、同水産協会会長、東京都水産物卸売人協会理事、六大都市水産物卸売人協会常任理事を務めるなど水産関係の要職を歴任し、中央魚類㈱取締役社長、中央冷凍㈱取締役、東京豊海冷蔵㈱取締役、㈱宮古製氷冷凍工場取締役社長を務めるなど水産流通業界において重きをなした。

## 家族
- 父 - 菊池長右衛門は立憲政友会衆議院議員。
- 子 - 菊池長右エ門は宮古市長、民主党→国民の生活が第一衆議院議員。